# Литература Джибути
Литература Джибути имеет давнюю поэтическую традицию. Несколько хорошо развитых сомалийских форм стихосложения включают габай, джифто, герар, уигло, буранбур, биръаде, афарей и гурау. Габай (эпическая поэма) имеет самую сложную длину и метр, часто превышающий 100 строк. Это считается признаком поэтического достижения, когда молодой поэт способен сочинить такой стих, и считается вершиной поэзии. Группы сказителей и чтецов (хафидаяал) традиционно пропагандировали хорошо развитую форму искусства. Стихи вращаются вокруг нескольких основных тем, включая барородик (Элегия), аман (хвала), джаайл (романс), гухадин (диатриба), дигашо (злорадство) и губабо (руководство). Барородик регулярно сочиняется в память о смерти выдающегося поэта или деятеля. Афарцы знакомы с джиннили, своего рода воином-поэтом и прорицателем, и имеют богатую устную традицию народных сказаний. Они также имеют обширный репертуар боевых песен.
Кроме того, Джибути имеет давнюю традицию исламской литературы. Среди наиболее известных таких исторических работ — средневековый «Футух аль-Хабаш Шихаб аль-Дина», в котором рассказывается о завоевании Абиссинии армией Султаната Адаль в XVI веке. В последние годы ряд политиков и интеллектуалов также написали мемуары или размышления о стране.